# Myšák Gallery
Myšák Gallery v Praze je obchodní centrum otevřené v roce 2007. Nachází se ve Vodičkově ulici a spojuje ji s Františkánskou zahradou. Je zde známá cukrárna založena cukrářem Františkem Myšákem, po kterém má název i nákupní centrum.
Vlastníkem projektu se v roce 1995 stala akciová společnost Gallery MYŠÁK, o rok později proběhla demolice domů č.p. 712 a 713. 14. října 2004 se jediným vlastníkem společnosti Gallery MYŠÁK stal realitní fond CEE Property Development Portfolio, který za akcie zaplatil 10,8 milionu eur. V roce 2016 se stala 70 % vlastníkem domu společnost Koh-i-noor. Ta zde má v plánu postavit svou reprezentační prodejnu.
Průčelí do Vodičkovy ulice sestává ze dvou rozdílných budov. Historický Dům u Myšáka se stejnojmennou cukrárnou je původně novorenesanční stavba z roku 1883 (architekt Otto Ehlen), přestavěná v rondokubistickém stylu podle návrhu stavitele Josefa Čapka v roce 1922. Výrazná rondokubistická fasáda byla inspirována tvorbou Josefa Gočára; pravděpodobně i s ním konzultována. Nová budova z roku 2007 byla navržena architektonickými studii Casua a Omicron K.
V roce 2019 v Myšák Gallery otevřel český kouzelník Pavel Kožíšek Muzeum fantastických iluzí. V expozici je více než 150[zdroj?] interaktivních zábavných exponátů s tematikou optických iluzí a velkoformátových trikových obrazů. 